# Хрынин, Вячеслав Александрович
Вячесла́в Алекса́ндрович Хры́нин (10 марта 1937, Москва — 31 октября 2021, Москва) — советский баскетболист, серебряный призёр Олимпийских игр 1964 года. Заслуженный мастер спорта СССР (1965), Заслуженный тренер СССР (1982).
Окончил ГЦОЛИФК.

## Биография
На Олимпиаде 1964 года в составе сборной СССР сыграл 5 матчей и стал обладателем серебряной медали.
Победитель Спартакиады 1963 года в составе сборной Москвы. Чемпион СССР в сезоне 1962/63, обладатель Кубка чемпионов 1962/63.
В 1959—1965 годах — инструктор по спорту МГС ДСО «Динамо».
В 1966—1970 годах — тренер отдела баскетбола Спорткомитета СССР.
В 1970—1977 годах — начальник отдела ручного мяча, регби и городошного спорта Спорткомитета СССР.
В 1977—1987 годах — государственный тренер по баскетболу. Ответственный секретарь Федерации баскетбола СССР.
В 1987—1991 годах — директор СШОР № 49 «Тринта».
Награждён орденом «Дружбы народов» (1982), орденом «Знак Почета».